# 낱말

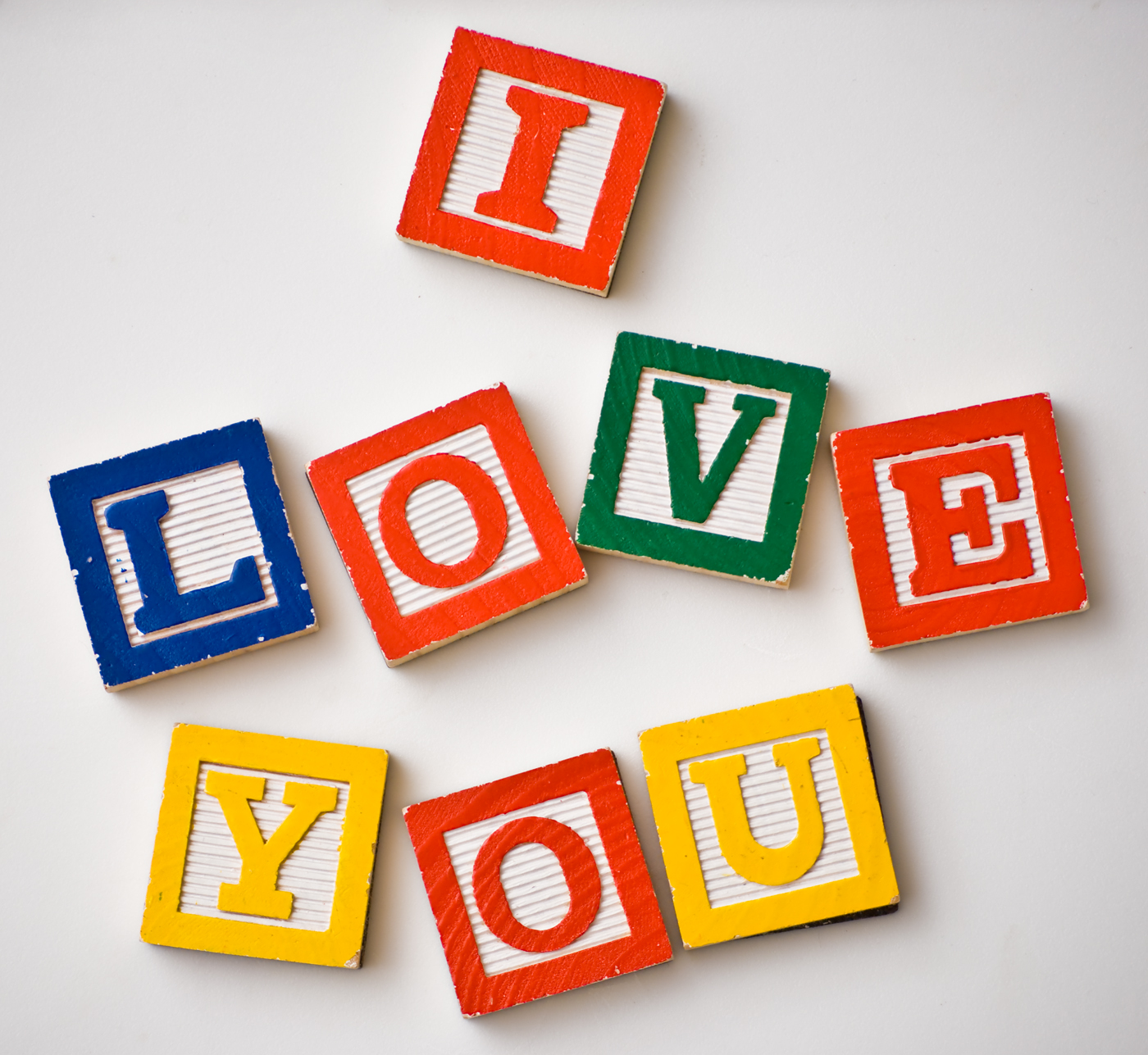

단어(單語) 또는 낱말은 스스로 일정한 뜻을 담고 있고, 자립성이 있는 최소 단위이다. 자립성이 있으므로 앞뒤로 띄어쓰기가 가능하다. 하나 이상의 형태소로 이루어져 있으며 여러 개의 형태소로 이루어진 단어는 흔히 어근이나 어간, 접사로 분석된다. 단어들이 모여 구, 절, 문장을 이룬다. 낱말의 선두를 어두, 말미를 어말, 그 중간을 어중이라고 한다.
한국어에서는 홀로 쓸 수 있는 '철수', '책'와 같은 체언뿐만 아니라, 독립적으로 쓰이지 못하고 반드시 윗말 뒤에 붙여서만 쓸 수 있는 조사 '이/가', '은/는', '을/를'도 단어로 인정하고 있다. 일정한 뜻을 가지고 말과 말 사이를 연결시켜 주기 때문이다. 그 밖에도 독립적으로 사용될 수 없는 의존 명사 '줄', '것', '바' 등도 역시 단어로 인정한다. 그러나 '읽다', '크다'와 같은 용언에서는 어간과 어미가 한 어절로서 한 단어를 이루므로 각 품사가 한 단어이다. 예를 들어 '한나가 책을 읽는다'에서 '가' '을'은 조사로서 일정한 뜻을 지니고 있지만 '읽는다'는 '읽－는다' '읽는－다'로 나누어 볼 때 전혀 뜻이 성립되지 않는다.
다른 낱말이나 낱말의 일부와 합쳐진 낱말은 혼성어를 형성한다.

## 분류

### 단일어
단일어(單一語)는 형태소 하나로 이루어진 단어이다.

1. 한 음절: '산·강·비·옷·꽃'
2. 두 음절: '하늘·바다·공기·사람'
3. 세 음절: '여드름·봉숭아·노랗다·무지개'
4. 네 음절: '맨드라미'

## 복합어
복합어(複合語)는 두 개 이상의 형태소로 이루어진 단어로, 파생어와 합성어가 있다.
통사적 복합어구를 이루는 방식으로 형성된 복합어. 구형 복합어라고도 함.
비통사적 복합어통사적인 방식을 따르지 않는 복합어. 긴밀 복합어라고도 함.
- 비통사적 복합어의 한 예로 한국어의 사이시옷을 들 수 있다. 사이시옷은 복합어의 어기 사이에 ㅅ받침이 들어가는 경우인데 사이시옷이 출현하는 조건은 일정하지 않다.[1]

a. 뱃머리, 물고기[물꼬기], 등불[등뿔]

 b. 소머리, 불고기

사이시옷 외에도 ㅎ이나 ㅂ이 들어가는 경우도 있는데 이런 것들은 역사적인 이유를 가지고 있다.
동일한 어기가 반복되어 생기는 복합어도 있다. 집집, 굽이굽이, 싱숭생숭, 두둥실 등이 그러하다. 의미를 강조하기 위해 미묘한 변화가 생긴 것인데 그러한 변화 사이에도 모음조화 등의 음운현상을 발견할 수 있다.

### 합성어
합성어(合成語)는 두 개 이상의 어근이 결합하여 이루어진 복합어이다.

#### 합성 명사
합성 명사(合成名詞)는 두 개 이상의 말이 모여 하나로 된 명사이다. 복합 명사(複合名詞)라고도 한다. '큰아들'을 예로 들면, 형용사의 관형사형 '큰'과 명사 '아들'이 결합된 합성 명사이다. 이 밖에도 '길손' 등과 같이 명사끼리 결합된 합성 명사가 있다.

#### 합성 동사
합성 동사(合成動詞)는 둘 이상의 말이 결합하여 이루어진 동사이다. 복합 동사(複合動詞)라고도 한다. '멋있다'는 명사 '멋'과 형용사 '있다'가 결합된 합성 형용사, '굳세다'는 형용사 '굳다'의 어간 '굳'과 형용사 '세다'가 결합된 합성 형용사이다.

#### 합성 부사
합성 부사(合成副詞)는 두 개 이상의 말이 모여서 하나로 된 부사이다. 복합 부사(複合副詞)라고도 한다. '길이길이'는 부사 '길이'가 두 개 결합된 합성 부사, '온종일'은 관형사 '온'과 명사 '종일'이 결합되어 부사적 용법으로 쓰이는 합성 부사이다.

#### 합성어의 파생
합성어는 파생(派生)되기도 한다. 합성어가 다른 접사와 결합하여 새로운 파생어가 되는 경우도 있고, 파생어가 다른 어근과 결합하여 합성어가 되기도 한다.
- 예) 여닫이 → 합성어근 '여닫－(열+닫)'+ 명사파생접미사 '－이'

### 파생어
파생어(派生語)는 일반적으로 어간의 직접 구성 요소 중 하나가 파생접사인 낱말이다.

#### 접두사에 의한 파생어
명사·동사·형용사·부사에 접두사(接頭辭)가 붙어 이루어지며, 품사를 바꾸지는 않는다. 한국어에서 파생어를 만드는 접두사는 그리 많지 않다. 다음 접두사가 대표적이다.
- 군- : 군가닥, 군가락, 군걱정, 군것, 군글, 군글자, 군기침, 군더더기, 군말, 군불, 군사람, 군살, 군새, 군소리, 군식구, 군입, 군침,
- 맨- : 맨눈, 맨땅, 맨발, 맨밥, 맨몸, 맨손, 맨입, 맨주먹
- 외- : 외따로, 외떨어지다(부사, 동사), 외갈래, 외고집, 외골수, 외기러기, 외길, 외나무다리, 외눈, 외다리, 외마디, 외발, 외아들, 외줄, 외팔, 외팔이(명사), 외가, 외삼촌, 외손자, 외숙, 외숙모, 외할머니, 외할아버지(명사, 外)
- 짓- : 짓개다, 짓널다, 짓누르다, 짓두들기다, 빗바수다, 짓밟다, 짓씹다, 짓이기다, 짓찧다, 짓치다, 짓고생, 짓망신, 짓북새
- 새- : 새까맣다, 새빨갛다, 새뽀얗다, 새카맣다, 새파랗다, 새하얗다
- 맏- : 맏딸, 맏며느리, 맏손자, 맏사위, 맏아들, 맏나물, 맏배
- 풋- : 풋감, 풋고추, 풋과일, 풋나물, 풋마늘, 풋먹이, 풋사과, 풋수염, 풋콩, 풋기운, 풋바둑, 풋사랑, 풋솜씨, 풋잠, 풋장기
- 수(ㅎ)- : 수꿩, 수말, 수무지개, 수사슴, 수소, 수캉아지, 수캐, 수컷, 수탉, 수탕나귀, 수퇘지, 수평아리
- 암(ㅎ)- : 암꽃, 암내, 암놈, 암말, 암무지개, 암수, 암캐, 암컷, 암탉
- 시- : 시고모, 시누이, 시당숙, 시동생, 시삼촌, 시아버지, 시아주버니, 시어머니, 시이모, 시할머니, 시할아버지
- 덧- : 덧대다, 덧붙다, 덧감, 덧거름, 덧눈, 덧니, 덧문, 덧바지, 덧물, 덧밭, 덧버선, 덧불, 덧신, 덧옷, 덧잠, 덧저고리, 덧짐, 덧집, 덧창, 덧치마, 덧칠
- 헛- : 헛걸음, 헛기침, 헛고생, 헛다리, 헛물, 헛바람, 헛발, 헛소리, 헛소문, 헛수고, 헛일

#### 접미사에 의한 파생어
접두사와는 달리 접미사(接尾辭)는 어근의 뜻을 제한할 뿐만 아니라 품사를 바꾸는 경우도 많다.
- 예
  - 즐겁고 신나는 놀이(동사의 어근+접미사 → 명사)
  - 아름답고 지혜로운 여자(명사+접미사 → 형용사)

접미사에 의한 파생어는 종류도 많고 품사까지 바꾸는 등 다양하게 발달되어 있다.

#### 접사에 의하지 않은 파생어

##### 영변화 파생
단어(어간)가 형태상의 변화 없이 품사를 달리하여 쓰이는 경우이다.

   명사/부사: 잘못, 오늘, 여기, 형용사/동사: 크다, 길다, 밝다

##### 모음교체나 자음교체
모음교체나 자음교체에 의한 파생어가 있다. 주로 의성의태어에 많이 존재한다.

졸졸 / 줄줄 / 질질, 퐁당 / 풍덩, 날씬하다 / 늘씬하다

### 기타
접사끼리만 이루어진 단어도 예외적으로 있다. (풋내기, 암수) 주로 파생어로 분류한다.

### 숙어
여러 단어로 이루어진 구이면서 하나의 단어처럼 기능하는 경우이다.

## 한자에 의한 단어의 형성
한자(漢字)는 원래 글자 하나하나가 형태소의 자격을 가지고 있으므로 이들을 서로 결합시켜 많은 단어를 만들어낼 수 있다.

- 가족(家族), 가풍(家風), 가친(家親), 가장(家長)
- 전문가(專門家), 행정가(行政家), 인가(人家)

한자어를 살펴보면 '정(情), 병(病), 강(江), 산(山)' 등과 같이 한 글자로 된 단어가 있는가 하면 '주어+서술어' '서술어+목적어' '부사어+서술어' 등의 짜임새로 이루어진 단어들이 있다.

- 일몰(日沒) → 주어+서술어
- 독서(讀書) → 서술어+목적어
- 필승(必勝) → 부사어+서술어

또, 한자 중에는 접두사나 접미사 구실을 하는 것들도 있다.

- 신(新)·생(生)·구(舊)·가(假) → 접두사
- 가(家)·수(手)·자(者)·인(人) → 접미사

## 같이 보기
- 문법
- 어휘소
- 문장
- 절, 구
- 어형성
- 한국어의 한자어